# Campionato Dilettanti Liguria 1957-1958
Il Campionato Nazionale Dilettanti 1957-1958 è stato il V livello del campionato italiano. A carattere regionale, fu il primo campionato dilettantistico con questo nome, e il sesto se si considera che alla Promozione fu cambiato il nome assegnandogli questo.
Il campionato era organizzato su base regionale dalle Leghe Regionali e le vincenti di ogni girone venivano ammesse alla successiva fase regionale che attribuiva il titolo di lega, mentre erano complessivamente trentadue squadre, distribuite fra le regioni secondo lo schema della vecchia Promozione, a contendersi lo Scudetto Dilettanti.
Questi sono i gironi organizzati dalla Lega Regionale Ligure per la regione Liguria.

## Girone A

### Squadre partecipanti
| Squadra                 | Città (provincia)     | Stagione precedente |
| ----------------------- | --------------------- | ------------------- |
| S.C. Alassio            | Alassio (SV)          |                     |
| U.S. Albenga            | Albenga (SV)          |                     |
| U.S. Albisola           | Albissola Marina (SV) |                     |
| U.S. Cairese            | Cairo Montenotte (SV) |                     |
| U.S. Carcarese          | Carcare (SV)          |                     |
| U.S. Cristoforo Colombo | Cogoleto (GE)         |                     |
| U.S. Dianese            | Diano Marina (IM)     |                     |
| U.S. Finale Ligure      | Finale Ligure (SV)    |                     |
| U.S. Imperia            | Imperia               |                     |
| U.S. Loanesi            | Loano (SV)            |                     |
| Pol. Quilianesi         | Quiliano (SV)         |                     |
| C.S.I. Pegli            | Ge-Pegli              |                     |
| U.S. Sampierdarenese    | Ge-Sampierdarena      |                     |
| U.I.T.E. Sez.Calcio     | Genova                |                     |
| F.B.C. Varazze          | Varazze (SV)          |                     |
| U.S. Ventimigliese      | Ventimiglia (IM)      |                     |

### Classifica finale
|  | Pos. | Squadra            | Pt | G  | V  | N  | P  | GF | GS | DR  |
|  | ---- | ------------------ | -- | -- | -- | -- | -- | -- | -- | --- |
|  | 1.   | Varazze            | 43 | 30 | 18 | 7  | 5  | 47 | 24 | +23 |
|  | 2.   | Finale             | 42 | 30 | 19 | 4  | 7  | 59 | 25 | +34 |
|  | 3.   | Pegli              | 40 | 30 | 16 | 8  | 6  | 45 | 20 | +25 |
|  | 4.   | Alassio            | 39 | 30 | 15 | 9  | 6  | 71 | 27 | +44 |
|  | 5.   | Carcarese          | 36 | 30 | 14 | 9  | 7  | 58 | 45 | +13 |
|  | 5.   | Albenga            | 36 | 30 | 13 | 10 | 7  | 57 | 37 | +20 |
|  | 7.   | Imperia            | 35 | 30 | 12 | 11 | 7  | 49 | 32 | +17 |
|  | 7.   | U.I.T.E.           | 35 | 30 | 14 | 7  | 9  | 54 | 31 | +23 |
|  | 7.   | Quilianesi         | 35 | 30 | 14 | 7  | 9  | 47 | 53 | -6  |
|  | 10.  | Cairese            | 34 | 30 | 14 | 6  | 10 | 37 | 32 | +5  |
|  | 11.  | Sampierdarenese    | 26 | 30 | 11 | 4  | 15 | 26 | 47 | -21 |
|  | 12.  | Loanesi            | 23 | 30 | 6  | 11 | 13 | 26 | 44 | -18 |
|  | 13.  | Cristoforo Colombo | 16 | 30 | 7  | 2  | 21 | 31 | 75 | -44 |
|  | 14.  | Ventimigliese      | 15 | 30 | 5  | 5  | 20 | 38 | 63 | -25 |
|  | 15.  | Dianese            | 12 | 30 | 5  | 2  | 23 | 17 | 62 | -45 |
|  | 15.  | US Albisola 1909   | 12 | 30 | 4  | 4  | 22 | 13 | 65 | -52 |

Legenda:
      Ammesso alle finali nazionali.
  Retrocesso e in seguito riammesso.
Regolamento:
Due punti a vittoria, uno a pareggio, zero a sconfitta.
Pari merito in caso di pari punti.
Note:
Varazze promosso nell'Interregionale 1958-1959.
Ventimigliese, Dianese e Albisola furono riammesse a completamento organici 1958-1959.

## Girone B

### Squadre partecipanti
| Squadra              | Città (provincia)       | Stagione precedente |
| -------------------- | ----------------------- | ------------------- |
| G.S. Ansaldo Fossati | Ge-Sestri Ponente       |                     |
| G.S. Arsenale        | La Spezia               |                     |
| A.C. Audace Venezia  | Genova                  |                     |
| U.S. Bolzanetese     | Ge-Bolzaneto            |                     |
| Pol. Carlo Grasso    | Rapallo (GE)            |                     |
| Chiavari Calcio      | Chiavari (GE)           |                     |
| U.S. Don Bosco       | Ge-Sampierdarena        |                     |
| U.S. Lavagnese       | Lavagna (GE)            |                     |
| U.S. Pontedecimo     | Pontedecimo (GE)        |                     |
| S.C. Riva Trigoso    | Riva Trigoso (GE)       |                     |
| U.S. Rivarolese      | Ge-Rivarolo             |                     |
| C.R.A.L. S.I.A.C.    | Ge-Cornigliano          |                     |
| U.S. Sarzanese       | Sarzana (SP)            |                     |
| U.S. Serravallese    | Serravalle Scrivia (AL) |                     |
| S.S. Vigili Urbani   | Genova                  |                     |

### Classifica finale
|  | Pos. | Squadra         | Pt | G  | V  | N  | P  | GF | GS | DR  |
|  | ---- | --------------- | -- | -- | -- | -- | -- | -- | -- | --- |
|  | 1.   | Arsenale        | 42 | 28 | 19 | 4  | 5  | 49 | 12 | +37 |
|  | 2.   | Rivarolese      | 41 | 28 | 18 | 5  | 5  | 52 | 16 | +36 |
|  | 2.   | Pontedecimo     | 41 | 28 | 16 | 9  | 3  | 48 | 17 | +31 |
|  | 4.   | Riva Trigoso    | 36 | 28 | 15 | 6  | 7  | 43 | 29 | +14 |
|  | 5.   | Don Bosco       | 35 | 28 | 14 | 7  | 7  | 50 | 29 | +21 |
|  | 6.   | Bolzanetese     | 34 | 28 | 12 | 10 | 6  | 38 | 21 | +17 |
|  | 7.   | Vigili Urbani   | 32 | 28 | 10 | 12 | 6  | 45 | 29 | +16 |
|  | 8.   | Lavagnese       | 31 | 28 | 12 | 7  | 9  | 47 | 29 | +18 |
|  | 9.   | Sarzanese       | 29 | 28 | 12 | 5  | 11 | 43 | 37 | +6  |
|  | 10.  | Ansaldo Fossati | 24 | 28 | 7  | 10 | 11 | 38 | 46 | -8  |
|  | 11.  | Carlo Grasso    | 20 | 28 | 5  | 10 | 13 | 27 | 49 | -22 |
|  | 12.  | SIAC            | 19 | 28 | 5  | 9  | 14 | 35 | 51 | -16 |
|  | 13.  | Audace Venezia  | 17 | 28 | 5  | 7  | 16 | 28 | 46 | -18 |
|  | 14.  | Serravallese    | 12 | 28 | 3  | 6  | 19 | 17 | 65 | -48 |
|  | 15.  | Chiavari Calcio | 7  | 28 | 1  | 5  | 22 | 11 | 95 | -84 |

Legenda:
      Ammesso alle finali nazionali.
      Retrocesso in Prima Divisione.
  Radiato dai ruoli federali per inattività.
Regolamento:
Due punti a vittoria, uno a pareggio, zero a sconfitta.
Pari merito in caso di pari punti.
Note:
Arsenale Spezia promosso nell'Interregionale 1958-1959.

### Giornali
- Archivio della Gazzetta dello Sport, anni 1957 e 1958, consultabile presso le Biblioteche:
  - Biblioteca Nazionale Braidense di Milano;
  - Biblioteca Nazionale Centrale di Firenze;
  - Biblioteca Nazionale Centrale di Roma;
  - Biblioteca Civica Berio di Genova;
  - e presso Emeroteca del C.O.N.I. di Roma (non è online ma è da consultare in sede).